# Fischertor (Augsburg)

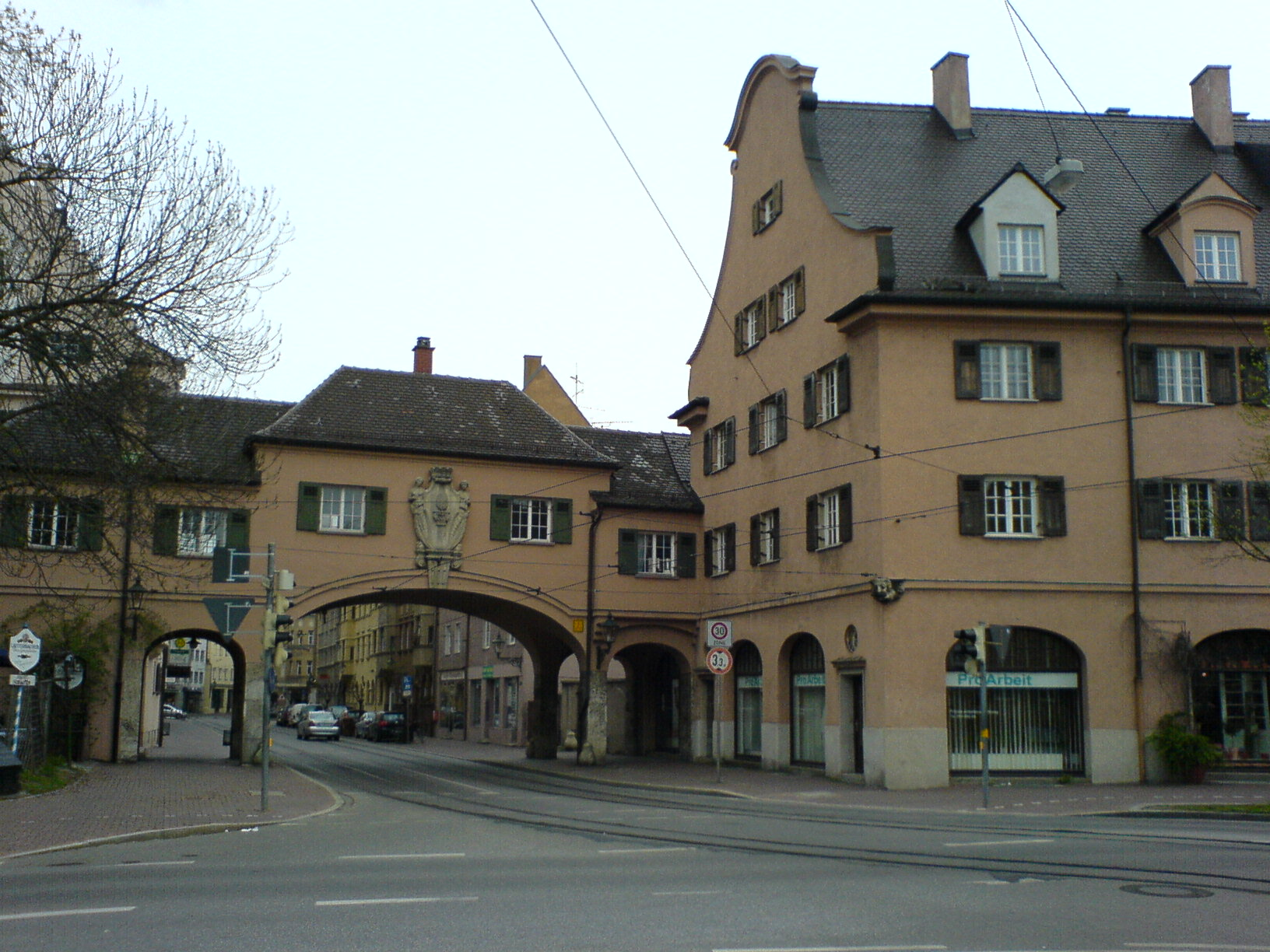
Blick auf das Fischertor von der Thommstraße

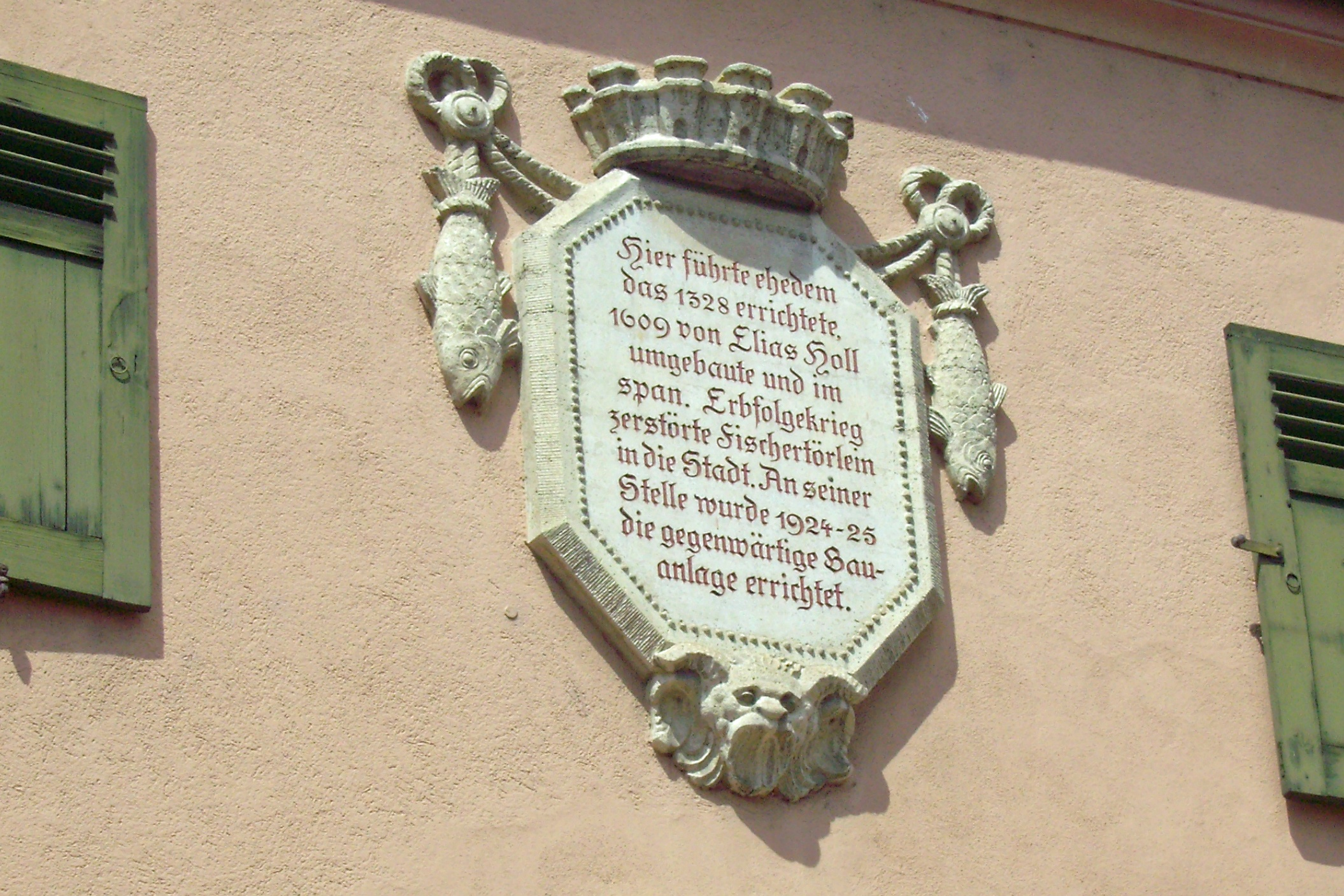
Inschrift auf der Stadtseite des Fischertors

Das Fischertor (ehemals Fischertörlein) ist ein Stadttor der ehemaligen Ringmauer von Augsburg und befindet sich im Nordwesten der Altstadt. Es verbindet heute die Frauentorstraße mit der Thommstraße.

## Geschichte
Bereits seit 1328 befindet sich an dieser Stelle eine Einlasspforte („Thorlein“). Im Jahr 1453 kam eine Holzbrücke hinzu, die über den Stadtgraben reichte. Jenseits des Tores befand sich die Fischervorstadt am Senkelbach, in der die sozial schwächer gestellte Schicht der Fischer wohnte. 1609 wurde das Fischertor vom Stadtbaumeister Elias Holl erneuert und mit zwei weiteren Stockwerken versehen. Trotz dieser Erweiterung war das Fischertor eher ein Nebeneinlass, da als Haupteinlasspforte das Wertachbrucker Tor diente.
1703 wurde das Fischertor im Spanischen Erbfolgekrieg fast vollständig zerstört, auf Drängen der Bauern begann man jedoch sechs Jahre später mit Wiederaufbau. Im Jahr 1764 nahm der Durchgangsverkehr immer mehr ab, sodass 1770 das Tor geschlossen wurde.
Der Weg von der Frauentorstraße zum Fischertor führte über die vergangenen Jahrhunderte über ein winziges Fischergässchen. Erst 1908 wurde diese Gasse wesentlich verbreitert und zur Straße „Am Fischertor“ umbenannt. 1924 wurde das verschlossene Stadttor abgebrochen und ein neues Bauwerk vom Stadtbaurat Otto Holzer errichtet. Er versah es mit einem weitgeschwungenen Einlass sowie zwei beidseitigen Torbögen.